# Anna Stanley
Anna Stanley, contessa di Castlehaven (maggio 1580 – Ruislip, ottobre 1647 circa), figlia di Ferdinando Stanley, V conte di Derby e Alice Spencer, avrebbe dovuto essere, secondo il Terzo atto di successione stilato da Enrico VIII d'Inghilterra l'erede presuntiva al trono dopo la morte di Elisabetta I d'Inghilterra.

## Biografia

### La corona mancata
Anna nacque nel maggio 1580 da Ferdinando Stanley, V conte di Derby e Alice Spencer, suoi nonni paterni erano Henry Stanley, IV conte di Derby, imparentato con gli Howard, e Margaret Clifford che discendeva da Maria Tudor. Margaret era infatti la figlia di Henry Clifford, II conte del Cumberland (1517-gennaio 1570) ed Eleanor Brandon i cui genitori erano, appunto, Charles Brandon, I duca di Suffolk, e Maria Tudor, sorella minore di Enrico VIII d'Inghilterra.
Al tempo in cui Anna nacque sul trono sedeva Elisabetta I d'Inghilterra, secondogenita di Enrico, nubile e senza figli, alla sua morte, secondo le volontà del padre, sarebbe dovuto succederle i discendenti della sorella minore, Maria, nel qual caso Anna, mentre i discendenti di Margherita Tudor, altra sorella di Enrico e più vecchia di lui di un paio d'anni, sarebbero stati sorpassati da quelli della sorella minore.
Anna non era stata l'unica discendente di Maria ad aspirare al trono. Le tre sorelle Grey, Jane, Catherine e Mary, figlie di Frances Brandon, ci avevano provato prima di lei subito dopo la morte di Edoardo VI d'Inghilterra. Jane Grey era salita al trono inglese e vi era rimasta per nove giorni, prima che Maria, primogenita di Enrico, marciasse su Londra, la detronizzasse, imprigionasse e decapitasse dopo aver preso la corona col nome di Maria I d'Inghilterra. Catherine Grey si era sposata segretamente con Edward Seymour, I conte di Hertford nel 1560 e il matrimonio era stato dichiarato nullo insieme con i figli nati da esso e solo quando al trono salì Giacomo I d'Inghilterra le nozze vennero dichiarate valide. La più defilata delle sorelle Mary Grey si sposò con un nobile di piccolo calibro, Thomas Keyes e morì senza figli nel 1578. Esaurita la linea di discendenza di Frances Brandon era salita alla ribalta quella discendente da sua sorella minore Eleanor Brandon di cui Margaret Clifford, nonna di Anna, era la portabandiera. Margaret morì nel 1596 e poiché suo figlio Ferdinando era morto nel 1594 Anna divenne la probabile erede al trono inglese.
In questa lizza s'era inserito intanto un temibile pretendente, Giacomo VI di Scozia, figlio di Maria Stuarda e bisnipote di Margherita Tudor che avrebbe potuto godere del diritto di primogenitura, oltre che dell'avere un regno alle spalle e quando Elisabetta morì nel 1603 egli in breve divenne Re d'Inghilterra col nome di Giacomo I d'Inghilterra.

### Il processo contro il marito
Il matrimonio fra Anna e Mervyn Tuchet, II conte di Castle haven fu piuttosto infelice e il processo che si svolse a carico di quest'ultimo coinvolse anche Anna, arrivando a toccare anche la sua vita privata. Nel corso del procedimento si affermò che nel 1621 era giunto alla loro residenza di Fonthill Gifford il baronetto Henry Skipwirth che, nel giro di pochi anni, era divenuto così intimo con Mervyn da sedere con la famiglia a tavola e di essere chiamato con il titolo di Mister dai servi. Quando, tempo dopo, arrivò alla loro casa Giles Browning ricevette più o meno lo stesso trattamento. Nello stesso periodo a Skipwirth venne data da Mervyn una pensione annuale ed egli appoggiò la relazione adulterina fra lui e la nuora così che potesse avere un erede da lui invece che dal figlio. Suo figlio James affermò che fu la grande mancanza di riguardo verso la moglie a beneficio dei suoi favoriti maschili che portò alla registrazione iniziale della sua denuncia sporta nell'ottobre 1630. Ne seguì un processo a carico di Mervyn, il quale divenne a poco a poco di pubblico dominio, molti testimoni vennero convocati e pare che molti di essi furono subornati, ma egli proclamò la propria innocenza fino alla fine. La giuria si dimostrò divisa fra le accuse trovando una certa uniformità solo nell'accusa di sodomia e il caso rimase, e rimane, di un certo interesse perché fu uno dei primi processi in cui si accusò qualcuno di omosessualità. Nel lungo termine, il processo ha dimostrato di essere divenuto un precedente in materia di diritti coniugali e uno dei primi casi in cui la moglie venne chiamata a testimoniare contro il marito. Le accuse vennero portate avanti in base alle affermazioni di suo figlio, che temeva di essere diseredato, e vennero ascoltate dal Consiglio privato di sua maestà, quando Anna venne chiamata a testimoniare descrisse una casa invasa da un'atmosfera di generale debosciatezza e arrivò a accusare il marito di aver partecipato allo stupro che subì dal cameriere del marito Giles Browning. L'accusa asserì che Mervyn era caduto ammalato perché non credeva in Dio e la sua mancanza di pietà aveva reso malsana la sua casa, egli dal canto suo si proclamò innocente e affermò che era la vittima di un complotto ordito dalla moglie e dal figlio per assassinarlo legalmente. Tutti coloro che testimoniarono contro di lui poterono guadagnare qualcosa dalla sua dipartita e il processo si concluse con la condanna alla decapitazione di Mervyn e del suo cameriere, eseguita il 14 maggio 1631 alla Tower Hill per i seguenti crimini:
- crimini contro natura, eufemismo per sodomia, commessi con uno dei suoi paggi che venne giustiziato con lui
- l'aver assistito il proprio cameriere Giles Browning mentre stuprava sua moglie.

Con la sua morte il titolo passò al figlio James e vi sono alcuni storici che tendono a credere che l'intera vicenda possa essere stata orchestrata da Anna, che non era esente da relazioni extra-coniugali. Anna visse gli ultimi anni in maniera ritirata e morì a Ruislip dove venne sepolta l'11 ottobre 1647.

## Ascendenza
|                                      |                 |                                        | Genitori                              |  |  | Nonni |  |  | Bisnonni                           |  |  | Trisnonni                         |  |
|                                      |                 |                                        |                                       |  |  |       |  |  | Edward Stanley, III conte di Derby |  |  | Thomas Stanley, II conte di Derby |  |
|                                      |                 |                                        |                                       |  |  |       |  |  | Edward Stanley, III conte di Derby |  |  | Thomas Stanley, II conte di Derby |  |
|                                      |                 | Anne Hastings                          |                                       |  |  |       |  |  | Edward Stanley, III conte di Derby |  |  |                                   |  |
| Henry Stanley, IV conte di Derby     |                 |                                        |                                       |  |  |       |  |  | Edward Stanley, III conte di Derby |  |  |                                   |  |
|                                      |                 | Dorothy Howard                         | Thomas Howard, II duca di Norfolk     |  |  |       |  |  |                                    |  |  |                                   |  |
|                                      |                 | Dorothy Howard                         | Thomas Howard, II duca di Norfolk     |  |  |       |  |  |                                    |  |  |                                   |  |
|                                      |                 | Dorothy Howard                         | Agnes Tilney                          |  |  |       |  |  |                                    |  |  |                                   |  |
| Ferdinando Stanley, V conte di Derby |                 | Dorothy Howard                         |                                       |  |  |       |  |  |                                    |  |  |                                   |  |
|                                      |                 | Henry Clifford, II conte di Cumberland | Henry Clifford, I conte di Cumberland |  |  |       |  |  |                                    |  |  |                                   |  |
|                                      |                 | Henry Clifford, II conte di Cumberland | Henry Clifford, I conte di Cumberland |  |  |       |  |  |                                    |  |  |                                   |  |
|                                      |                 | Henry Clifford, II conte di Cumberland | Margaret Percy                        |  |  |       |  |  |                                    |  |  |                                   |  |
| Margaret Clifford                    |                 | Henry Clifford, II conte di Cumberland |                                       |  |  |       |  |  |                                    |  |  |                                   |  |
|                                      |                 | Eleanor Brandon                        | Charles Brandon, I duca di Suffolk    |  |  |       |  |  |                                    |  |  |                                   |  |
|                                      |                 | Eleanor Brandon                        | Charles Brandon, I duca di Suffolk    |  |  |       |  |  |                                    |  |  |                                   |  |
|                                      |                 | Eleanor Brandon                        | Maria Tudor                           |  |  |       |  |  |                                    |  |  |                                   |  |
| Anna Stanley                         |                 | Eleanor Brandon                        |                                       |  |  |       |  |  |                                    |  |  |                                   |  |
|                                      | William Spencer | John Spencer                           |                                       |  |  |       |  |  |                                    |  |  |                                   |  |
|                                      | William Spencer | John Spencer                           |                                       |  |  |       |  |  |                                    |  |  |                                   |  |
|                                      | William Spencer | Isabel Graunt                          |                                       |  |  |       |  |  |                                    |  |  |                                   |  |
| John Spencer                         | William Spencer |                                        |                                       |  |  |       |  |  |                                    |  |  |                                   |  |
|                                      |                 | Susan Knightley                        | Richard Knightley                     |  |  |       |  |  |                                    |  |  |                                   |  |
|                                      |                 | Susan Knightley                        | Richard Knightley                     |  |  |       |  |  |                                    |  |  |                                   |  |
|                                      |                 | Susan Knightley                        | Jane Skedard                          |  |  |       |  |  |                                    |  |  |                                   |  |
| Alice Spencer                        |                 | Susan Knightley                        |                                       |  |  |       |  |  |                                    |  |  |                                   |  |
|                                      |                 | Thomas Kitson                          | Robert Kitson                         |  |  |       |  |  |                                    |  |  |                                   |  |
|                                      |                 | Thomas Kitson                          | Robert Kitson                         |  |  |       |  |  |                                    |  |  |                                   |  |
|                                      |                 | Thomas Kitson                          | Margaret Smyth                        |  |  |       |  |  |                                    |  |  |                                   |  |
| Katherine Kitson                     |                 | Thomas Kitson                          |                                       |  |  |       |  |  |                                    |  |  |                                   |  |
|                                      |                 | Margaret Donnington                    | John Donington                        |  |  |       |  |  |                                    |  |  |                                   |  |
|                                      |                 | Margaret Donnington                    | John Donington                        |  |  |       |  |  |                                    |  |  |                                   |  |
|                                      |                 | Margaret Donnington                    | Elizabeth Pye                         |  |  |       |  |  |                                    |  |  |                                   |  |
|                                      |                 | Margaret Donnington                    |                                       |  |  |       |  |  |                                    |  |  |                                   |  |

## Matrimoni e figli
Anna era ancora nubile quando morì Elisabetta e il 28 febbraio 1607 si sposò con Grey Bridges, V barone Chandos (1580 circa-10 agosto 1621) e insieme ebbero diversi figli:
- Robert Brydges (nato 1611), morto giovane
- Elizabeth Brydges (1619-1678), sposò il fratellastro James Tuchet, III conte di Castlehaven
- George Brydges, VI barone Chandos (1620-1655)
- William Brydges, VII barone Chandos (1621-1676), che morì senza eredi.

Dopo essere rimasta vedova Anna si risposò il 22 luglio 1624 con Mervyn Tuchet, II conte di Castlehaven, di circa tredici anni più giovane di lei, da cui prese il titolo di contessa. Da questo matrimonio nacque una sola figlia:
- Anna Tuchet che, probabilmente, morì giovane e non sposata.[5]